# Leningrád Védelméért emlékérem
A Leningrád Védelméért emlékérem (oroszul: Медаль «За оборону Ленинграда», transzliteráció: Za oboronu Leningrada) második világháborús szovjet katonai kitüntetés, melyet 1942. december 22-én alapítottak.

## Az elismerésről
A kitüntetés annak állít emléket, hogy a németek és szövetségeseik elleni harcban Leningrád ostrománál milyen hősies helytállást tanúsítottak a várost védő Vörös Hadsereg, a haditengerészet és az NKVD katonái, valamint a város munkásai és lakói az 1942. július 12. és november 19. között zajló harcok során.

## Kinézete

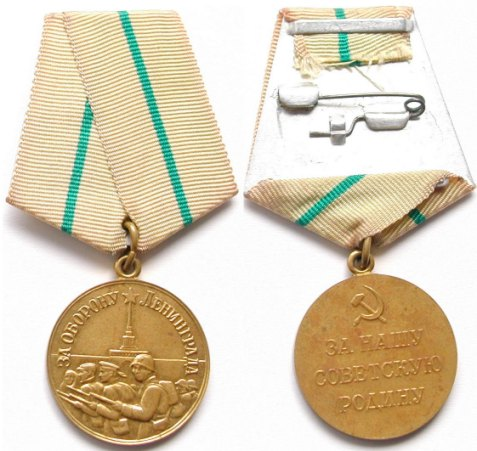
A medália elöl- és hátulnézeti képe.

A kitüntetés átmérője 32 milliméter és az anyaga sárgaréz. Az emlékérem előlapján az admiralitás épülete a központi elem a tornyának tetején az ötágú csillaggal. Előtte mintegy védelmezve az épületet és magát a várost feltűzött szuronnyal vált vállvetve álló, védelemre készen álló vöröskatona, matróz, munkás és fejkendőt viselő asszony látható. Körkörös orosz nyelvű felirat «ЗА ОБОРОНУ ЛЕНИНГРАДА» fordítása Leningrád védelméért.
A hátoldalon olvasható felirat «ЗА НАШУ СОВЕТСКУЮ РОДИНУ» fordítása a szovjet hazánkért. A felirat felett középen sarló és kalapács látható. Az érme minden felirata és képe domború. Az éremhez tartozó 24 milliméteres moaré szalagsáv olíva fehér, melynek középen fut egy vékony kettő milliméter vastag zöld sáv. 1985.-ig összesen 1 470 000 fő részesült ebben a kitüntetésben és egyfajta veterán szovjet katonai kitüntetéssé is vált nagyszámú adományozása miatt.
Hasonlóan a Szovjetunió által adományozott kitüntetések nagy részéhez már nem adományozható, viszont a gyűjtők körében nagy becsben tartott, népszerű darab, emiatt kereskednek is vele.

## Fordítás
- Ez a szócikk részben vagy egészben  a(z)    Медаль «За оборону Ленинграда»  című orosz Wikipédia-szócikk ezen változatának fordításán alapul.  Az eredeti cikk szerkesztőit annak laptörténete sorolja fel. Ez a jelzés csupán a megfogalmazás eredetét és a szerzői jogokat jelzi, nem szolgál a cikkben szereplő információk forrásmegjelöléseként.